# Тад Уилямс
Робърт Пол „Тад“ Уилямс (на английски: Robert Paul „Tad“ Williams) е американски писател.

## Биография и творчество
Роден е през 1957 г. в Сан Хосе. Автор е на фентъзито „Спомен, печал и трън“.
Тад Уилямс се е занимавал с различни неща – компютри, музика, работа в телевизията, но постига своя успех, когато започва да се занимава с писателска работа. Неговата първа книга е Tailchaser’s Song, но най-известните му книги са тези от трилогията „Спомен, печал и трън“. След тяхното издаване пише книги, които се докосват по-слабо до фентъзито.

### Самостоятелни романи
- Tailchasers Song (1985)
- Caliban's Hour (1993)
- Tad Williams' Mirror World: An Illustrated Novel (1998)
- The War of the Flowers (2003)
- Diary of a Dragon (2012)

### Серия „Спомен, печал и трън“ (Memory, Sorrow and Thorn)
1. Престолът от драконова кост, The Dragonbone Chair (1988)
2. Камъкът на раздялата, The Stone of Farewell (1990)
3. Към кулата на зеления ангел, To Green Angel Tower (1993)
4. To Green Angel Tower Part 2 (2016)

### Otherland
1. City of Golden Shadow (1996)
2. River of Blue Fire (1998)
3. Mountain of Black Glass (1999)
4. Sea of Silver Light (2001)

### Shadowmarch
1. Shadowmarch (2004)
2. Shadowplay (2007)
3. Shadowrise (2010)
4. Shadowheart (2010)

### Angel Doloriel / Bobby Dollar
1. The Dirty Streets of Heaven (2012)
2. Happy Hour in Hell (2013)
3. Sleeping Late on Judgement Day (2014)
4. God Rest Ye Merry, Gentlepig (2014)

### Участие в общи серии с други писатели

#### Серия „Полетът на дракона“ (Dragonflight)
- Child of an Ancient City (1992) – с Кирики Хофман

от серията има още 13 романа от различни автори